# Alliance française de Brisbane
L'Alliance française de Brisbane est l'Alliance française de la ville australienne de Brisbane, dans le Queensland. Fondée en 1907, elle a son siège au 262 Montague Road, à West End.